# Salacia bullata
Salacia bullata är en benvedsväxtart som beskrevs av A.M.W. Mennega. Salacia bullata ingår i släktet Salacia och familjen Celastraceae. Inga underarter finns listade.